# 阿德里亚诺·科雷亚·克拉罗
阿德里亚诺·科雷亚·克拉罗（Adriano Correia Claro，1984年10月26日—），通常稱為阿德里亚诺（Adriano），是一名巴西足球運動員，可胜任左右两边的边后卫与边前卫，現時效力比利時足球甲級聯賽球會KAS歐本。
加盟巴塞隆拿的首季，上半季艾迪安奴大多擔任後備或較不重要的比賽的正選。但在下半季隨著其它球員的傷患，艾迪安奴擊敗另一左後衛麥士維獲得正選資格。

## 荣誉
巴塞隆拿
- 欧洲冠军联赛冠军：2010-11，2014-15
- 西甲联赛冠军：2010-11，2012-13，2014-15
- 西班牙超级杯冠军：2010，2011，2013
- 西班牙国王杯冠军：2011-12，2014-15
- 歐洲超級盃冠軍﹕2011
- 世界冠軍球會盃冠軍﹕2011

## 外部連結
- 阿德里亚诺·科雷亚·克拉罗 – FIFA國際賽競賽紀錄 (存檔)
- footballdatabase.com 艾迪安奴檔案 （页面存档备份，存于）